# Geílson de Carvalho Soares
Geílson de Carvalho Soares, noto semplicemente come Geílson (Cuiabá, 10 aprile 1984), è un ex calciatore brasiliano, di ruolo attaccante.